# René Mayer
René Mayer   (8è districte de París, 4 de maig de 1895 - 7è districte de París, 13 de desembre de 1972) fou un polític francès que va ser diverses vegades ministre al seu país i primer ministre durant la Quarta República Francesa.

## Biografia
Va néixer el 4 de maig de 1895 a la ciutat de París, en una família de religió jueva. Va estudiar dret a la Universitat de París i posteriorment fou mobilitzat per participar en la Primera Guerra Mundial. L'any 1920 fou nomenat membre del Consell d'Estat.
Abans d'iniciar-se la Segona Guerra Mundial fou nomenat membre de la Societat Nacional dels Ferrocarrils Francès (SNCF) i fou membre fundador d'Air France.
Fou alcalde de la població de Giverny, situada al departament d'Eure. Morí el 13 de desembre de 1972 a la seva residència de la ciutat de París.

## Activitat política

### Segona Guerra Mundial
En iniciar-se la Segona Guerra Mundial fou cridat a files, i va ser enviat a Londres el mateix any 1939. El 1940 retornà al seu país i fou enviat al sud. Entre novembre i desembre de 1941 participà com a membre de la Unió General dels Israelites a França (UFIG) que el règim de Vichy va obligar a crear per tenir censats els jueus.
Posteriorment l'any 1943 participà al costat del general Henri Giraud a Alger en la resistència a l'ocupació nazi del seu país, sent-li transferida la secretaria de comunicacions del govern a l'exili. Ocupà aquest càrrec fins a esdevenir membre del Comitè Francès d'Alliberament Nacional i Ministre de Transport i Obres Públiques per part del general Charles de Gaulle el setembre de 1944.

### Membre del govern
El 1946, un cop alliberat el seu país, aconseguí esdevenir diputat per la circumscripció d'Alger a l'Assemblea Nacional Francesa en representació del Partit Radical, escó que va conservar fins al 1955. El 1947 fou nomenat Ministre de Finances i Afers Econòmics per part del primer ministre Robert Schuman, esdevenint successivament Ministre de Defensa Nacional en els governs de André Marie i Robert Schuman, i Ministre de Justícia en els governs de Georges Bidault, Henri Queuille, René Pleven i novament Queuille. L'agost de 1951 fou nomenat Vicepresident del Consell de Ministres i Ministre de Finances i Afers Econòmics per part de René Pleven, abandonant els seus càrrecs en el govern el gener de 1952.
Entre el 8 de gener i el 28 de juny de 1953 fou nomenat Primer Ministre de França per part del president Vincent Auriol i gràcies al suport dels diputats gaullistes. El seu govern caigué per la derrota que sofrí al Parlament per la negativa gaullista a acceptar els poders especials en matèria financera que Mayer va demanar.

## President de la CECA
Ferm defensor de la unitat europea, el 3 de juny de 1953 fou nomenat President de l'Alta Autoritat de la Comunitat Europea del Carbó i de l'Acer (CECA) en substitució de Jean Monnet, que es veié obligat a dimitir a conseqüència del seu fracàs en l'organització de la Comunitat Europea de Defensa. Ocupà la presidència de l'Autoritat Mayer fins al 13 de gener de 1958.